# Batja
Batja (Батя) è un film del 2021 diretto da Dmitrij Jefimovič.

## Trama
Un uomo va da un padre severo, che lo ha cresciuto come era consuetudine in URSS.